# Cerkiew Zaśnięcia Matki Bożej w Kenai

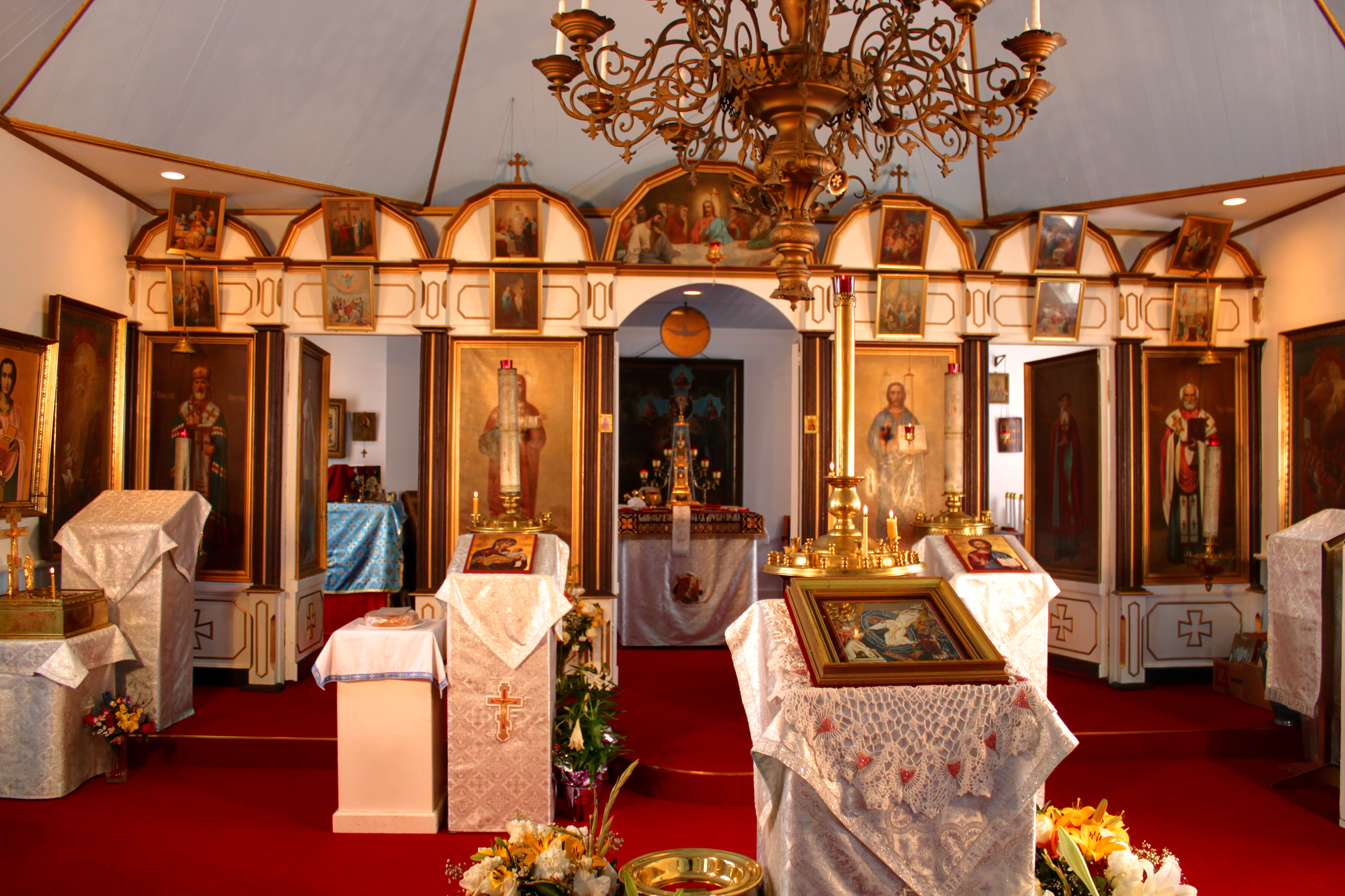
Wnętrze (2010)

Cerkiew Zaśnięcia Matki Bożej – prawosławna cerkiew w Kenai, w dekanacie Kenai diecezji Alaski Kościoła Prawosławnego w Ameryce.

## Historia
Cerkiew została wzniesiona w latach 1895–1906 z funduszy przekazanych przez Świątobliwy Synod Rządzący Rosyjskiego Kościoła Prawosławnego, na potrzeby działającej od 1845 parafii pod tym samym wezwaniem.
W 1970 została wpisana do rejestru zabytków, zaś osiem lat później – gruntownie wyremontowana zewnętrznie.

## Architektura
Cerkiew jest całkowicie wzniesiona z drewna, w stylu cerkwi regionu pskowskiego. Wejście do obiektu prowadzi przez kwadratowy przedsionek, ponad którym wznosi się dzwonnica. Ponad drzwiami do cerkwi znajduje się drewniany daszek. Ostatnia kondygnacja dzwonnicy jest ośmioboczna, zwieńczona cebulastą, malowaną na błękitno kopułą z krzyżem. Na planie kwadratu wzniesiona jest również jedyna nawa cerkwi, zwieńczona podobnie skonstruowaną kopułą. Okna cerkwi są kwadratowe, zaś z zewnątrz obiekt malowany jest na biało.